# Биксеј (Вијена)
Биксеј (фр. Buxeuil) насеље је и општина у западној Француској у региону Поату-Шарант, у департману Вијена која припада префектури Исуден.
По подацима из 2011. године у општини је живело 942 становника, а густина насељености је износила 78,76 становника/km². Општина се простире на површини од 11,96 km². Налази се на средњој надморској висини од 45 метара (максималној 115 m, а минималној 38 m).

## Демографија
| 1962. | 1968. | 1975. | 1982. | 1990. | 1999. | 2011. |
| ----- | ----- | ----- | ----- | ----- | ----- | ----- |
| 744   | 677   | 765   | 847   | 896   | 900   | 942   |

График промене броја становника у току последњих година